# Mamelon (plomberie)
Le mamelon de plomberie est une pièce tubulaire courte, comportant un filetage mâle usiné à chacune de ses extrémités. Il permet l'assemblage de sections de tuyauteries, de diamètres ou de matériaux différents. Le mamelon permet de connecter sans défauts d'étanchéité, des tuyauteries entre elles, à des appareils ou des accessoires.

## Définition

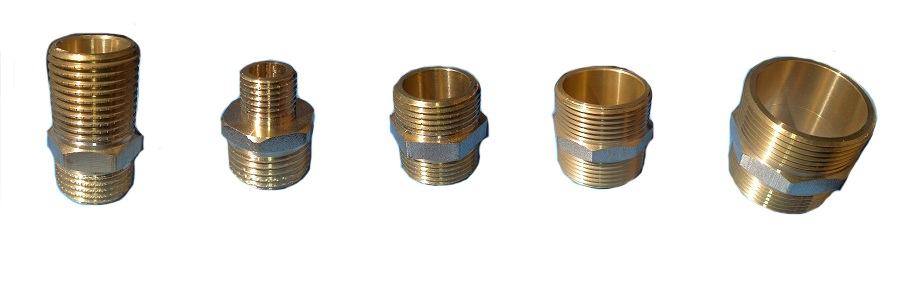
Mamelons en laiton utilisés en plomberie. Filetage mâle / mâle. Sans et avec réduction.

Le mamelon est un accessoire utilisé en tuyauterie, avec deux filetages mâles disposés à chaque extrémité et un renflement central, de forme hexagonale qui permet l'immobilisation lors du serrage des raccords. C'est une pièce tubulaire courte, dont les filetages peuvent être égaux, à réduction de diamètre ou de longueur de filetage rallongée.
Par extension, on associe abusivement aux mamelons, la plupart des raccords qui comportent un filetage mâle sur l’une de ses extrémités.

## Différence mamelon et manchon
Pour les raccords à filetage femelle / femelle, ou femelle / bout lisse à souder, on parlera plutôt de manchon.

## Caractéristiques
Les filetages suivent les normes internationales. En France, on en rencontre couramment, trois types :
- Les pas métriques, assimilables aux normes ISO. Ces filetages sont cylindriques. L’étanchéité est obligatoirement assurée par un joint plat. Le diamètre extérieur s’exprime en millimètres (12x17, 15x21, 20x27, etc.).
- Les pas anglo-saxons (NPT ou Briggs). Ces filetages sont coniques pour les mâles et le plus souvent cylindriques pour les femelles. L’étanchéité s’effectue par enroulement sur les filets, de filasse enduite, de téflon ou par pâte à joint. Le diamètre extérieur des mamelons s’exprime en pouces (1/8", 1/4", 3/8", etc.).
- Le pas du gaz. Également coniques, ces filetages ont un pas et une forme spécifique. L'étanchéité se fait par enroulement de filasse enduite, de téflon ou par pâte à joint. Le diamètre extérieur de ces mamelons s’exprime en pouces précédés de la lettre G (G1/8", G1/4", G"3/8, etc.).

### Précaution
Les différents types de filetage ne sont pas compatibles entre eux. Un point dur au premier tour de serrage doit conduire à vérifier l’état des filets. S’ils ne présentent pas de déformation apparente, le fait de continuer à visser en force serait inopérant et potentiellement dangereux !

## Matériaux, fonctions et utilité
Le principal avantage de la connectique par mamelons est d'être démontable, facilement et sans dommages. Selon leur destination et leur résistance, les mamelons sont fabriqués en matériaux très différents.

### Laiton
L'usage du laiton est le plus courant. Les mamelons de laiton sont utilisés, indifféremment pour raccorder deux tuyaux ou un tuyau et un appareil, à l’aide de collets battus et de joints plats.
Leur panel d’applications domestiques et industrielles est large :
- circuits d’eau potable chaude ou froide
- circuits d’irrigation
- circuits de chauffage et de climatisation
- circuits d’alimentation
- circuits hydrauliques, etc.

Par souci d’esthétique ou pour une meilleure résistance à la corrosion, le laiton peut être chromé ou nickelé.
Les collets battus sont interdits pour les conduites de gaz. Il faut utiliser obligatoirement, des raccords à souder décolletés.

### Bronze

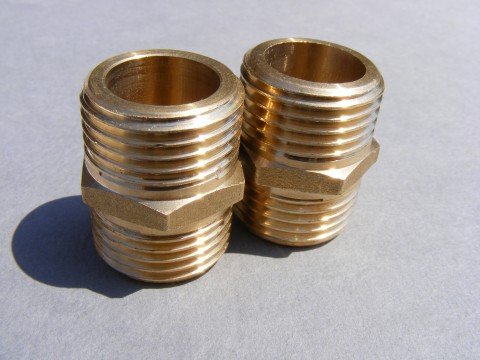
Mamelons en bronze hexagonaux.

Le bronze est une matière courante pour la fabrication des mamelons. Les mamelons en bronze reçoivent des filetages cylindriques ou coniques :
- Ils  acceptent toutes les applications de leurs homologues en laiton.
- Ils sont toutefois mieux adaptés aux installations de dimensions importantes et résistent mieux à certains fluides corrosifs ou acides et aux atmosphères salines.
- On les retrouve dans les industries chimiques et pétrolières ou dans les applications marines.

### Fonte et acier
Traditionnellement utilisés dans des installations de chauffage central et BTP, ces mamelons tombent en désuétude.
Ils sont souvent dotés de filetages anglo-saxons coniques, mais on les trouve également aux pas métriques. Ils sont généralement utilisés pour le raccordement de tubes ou d’appareils en acier ou fonte.
On retrouve de plus en plus couramment des mamelons en acier inoxydable pour les conduites de gaz.

### Aluminium
L’utilisation de ce métal est essentiellement réservée aux raccordements de gaz.

### PVC, Nylon et autres matières synthétiques
Ces matériaux, devenus la règle pour les conduits d’évacuation d'eaux pluviales ou usées, s’imposent chaque jour davantage pour les circuits sous pression. Sous toutes formes de filetages, cylindriques ou coniques. Ils entrent fréquemment dans la fabrication de matériels industriels et machines domestiques. Leur atout essentiel réside dans une résistance exceptionnelle à la corrosion.
L’étanchéité des mamelons en matières synthétiques doit être exclusivement réalisée à l’aide de ruban PTFE. La filasse ou les pâtes à joint anaérobies sont à proscrire.